# Sibat
Sibat je vrsta koplja, koja se koristila na Filipinima. Obično je bilo napravljno od trske s naoštrebin vrhom, iako su se koristili i metalni vrhovi. Naziv Sibat dolazi od Indonezijskog ili Filipinskog dijalekta, dok se na otoku Negrosu naziva Bangko ili Palupad.
Postoje mnoge verzije ovog Filipinskog koplja, koji variraju po dužini i funkciji. Za neke od ovih koplja karakterističan je metalni vrh u raznim stilovima i veličinama, dok je za druge pak bilo karakteristično samo zašiljen vrh, neki su imali jednu a neki dvije oštrice.